# Cut Knife-Turtleford (circonscription saskatchewanaise)
Pour les articles homonymes, voir Cut Knife et Turtleford.
Circonscription électorale provinciale du Canada
Cut Knife-Turtleford est une circonscription électorale provinciale de la Saskatchewan au Canada. Elle est représentée à l'Assemblée législative de la Saskatchewan depuis 2003.

## Géographie
En 2024, la circonscription comprend :
- Les villes de Cut Knife, Maidstone, Lashburn et Turtleford
- Les communautés de Wilkie, Red Pheasant 108 (en), Grizzly Bear's Head 110 & Lean Man 111 (en), Mosquito 109 (en), Cloan, Adanac (en), Unity, Vera, Senlac (en), Marsden (en), Neilburg (en), Baldwinton (en), Hillsvale, Poundmaker 114 (en), Little Pine 116 (en), Gallivan (en), Sweetgrass 113 (en), Prongua, Eightmile Lake, Hamlin Lake, Prince (en), Delmas (en), Metinota (en), Lanz Point (en), Trevessa Beach (en), Sumerfield Beach (en), Pelican Point (en), Sleepy Hollow (en), Maymont Beach (en), Day's Beach (en), Cochin, Martinson's Beach (en), Aquadeo, Bayview Heights (en), Jackfish Lake (en), Meota (en), Cavalier, Edam, Paynton (en), Maidstone, Waseca (en), Lashburn, Lone Rock (en), Mervin (en) et Marshall.
- Les municipalités rurales de Glenside No 377 (en) (partie), Buffalo No 409 (en), Round Valley No 410 (en), Senlac No 411 (en), Battle River No 438 (en), Cut Knife No 439 (en), Hillsdale No 410 (en), Manitou Lake No 442 (en), North Battleford No 437 (en), Meota No 468 (en), Turtle River No 469 (en), Raynton No 470 (en), Eldon No 471 (en), Wilton No 472 (en) (partie) et Mervin No 499 (en).

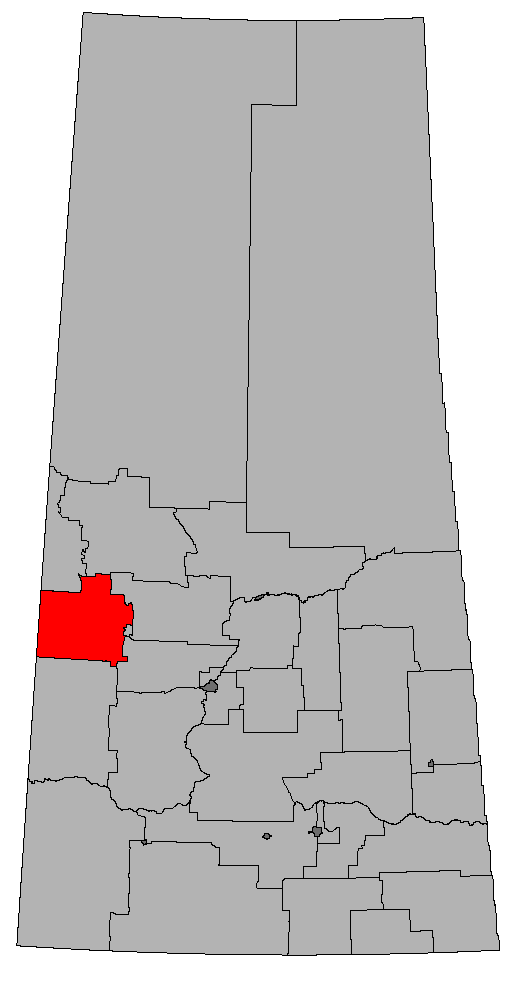
Frontière de la circonscription en 2016.
Frontière de la circonscription en 2022.

## Liste des députés
| Parlement                                                            | Années                                                               | Député                                                               | Député                                                               | Parti                                                                |
| Cut Knife-Turtleford                                                 | Cut Knife-Turtleford                                                 | Cut Knife-Turtleford                                                 | Cut Knife-Turtleford                                                 | Cut Knife-Turtleford                                                 |
| Nouvelle circonscription issue de Battleford-Cut Knife et Turtleford | Nouvelle circonscription issue de Battleford-Cut Knife et Turtleford | Nouvelle circonscription issue de Battleford-Cut Knife et Turtleford | Nouvelle circonscription issue de Battleford-Cut Knife et Turtleford | Nouvelle circonscription issue de Battleford-Cut Knife et Turtleford |
| -------------------------------------------------------------------- | -------------------------------------------------------------------- | -------------------------------------------------------------------- | -------------------------------------------------------------------- | -------------------------------------------------------------------- |
| 25e                                                                  | 2003–2007                                                            |                                                                      | Michael Chisholm                                                     | Saskatchewanais                                                      |
| 26e                                                                  | 2007–2011                                                            |                                                                      | Michael Chisholm                                                     | Saskatchewanais                                                      |
| 27e                                                                  | 2011–2016                                                            |                                                                      | Larry Doke                                                           | Saskatchewanais                                                      |
| 28e                                                                  | 2016–2020                                                            |                                                                      | Larry Doke                                                           | Saskatchewanais                                                      |
| 29e                                                                  | 2020–2023                                                            |                                                                      | Ryan Domotor                                                         | Saskatchewanais                                                      |
| 29e                                                                  | 2023-2024                                                            |                                                                      | Ryan Domotor                                                         | Indépendant                                                          |
| 30e                                                                  | 2024–en cours                                                        |                                                                      | James Thorsteinson                                                   | Saskatchewanais                                                      |